# Slaviša Jokanović
Slaviša Jokanović (serbiska: Славиша Јокановић), född 16 augusti 1968 i Novi Sad i dåvarande SFR Jugoslavien, är en serbisk fotbollstränare och före detta spelare. 

## Spelarkarriär
Som en fysisk spelare med utmärkt förmåga i luften, imponerade Jokanović som defensiv mittfältare i Partizan Belgrad innan han tillbringade sju säsonger i La Liga med tre olika klubbar och 208 matcher, främst för Tenerife. Han spelade även två år i Chelsea mot slutet av sin karriär och representerade Jugoslavien vid VM 1998 och EM 2000.

## Tränarkarriär
Jokanović inledde sin tränarkarriär 2007 och vann två efterföljande dubblar med Partizan Belgrad, Thailändska ligan 2012 med Muangthong United och ledde Watford och Fulham till Premier League 2015 respektive 2018.
Den 27 maj 2021 blev Slavisa Jokanovic anställd som ny huvudtränare i Sheffield United och han blev klubbens förste huvudtränare som inte är från Storbritannien. Han blev avskedad den 25 november 2021 efter att Sheffield endast vunnit sex av 19 matcher i Championship.